# Arco di Tiberio
L'arco di Tiberio era un arco trionfale nel Foro Romano, collocato sul Vicus Iugarius poco dopo l'incrocio con la Via Sacra e adiacente al Tempio di Saturno.

## Descrizione
Ad un solo arco, era stato eretto nel 16 d.C. da Tiberio per celebrare le campagne vittoriose del figlio adottivo Germanico. 
(Tacito, Annales, II, 41.)
Era il terzo arco agli angoli della piazza del Foro,  completato nel 203 dal quarto arco, dedicato a Settimio Severo. Dell'arco esiste una raffigurazione sul rilievo dell'Oratio nell'Arco di Costantino, ambientata proprio nei vicini Rostri.
Di questo arco, oggi, rimangono le fondamenta, a sinistra della Schola Xantha, scoperte durante gli scavi del 1900, oltre ad alcuni frammenti architettonici, ritrovati nei due precedenti scavi del XIX secolo.